# Universität Alcalá (1977)

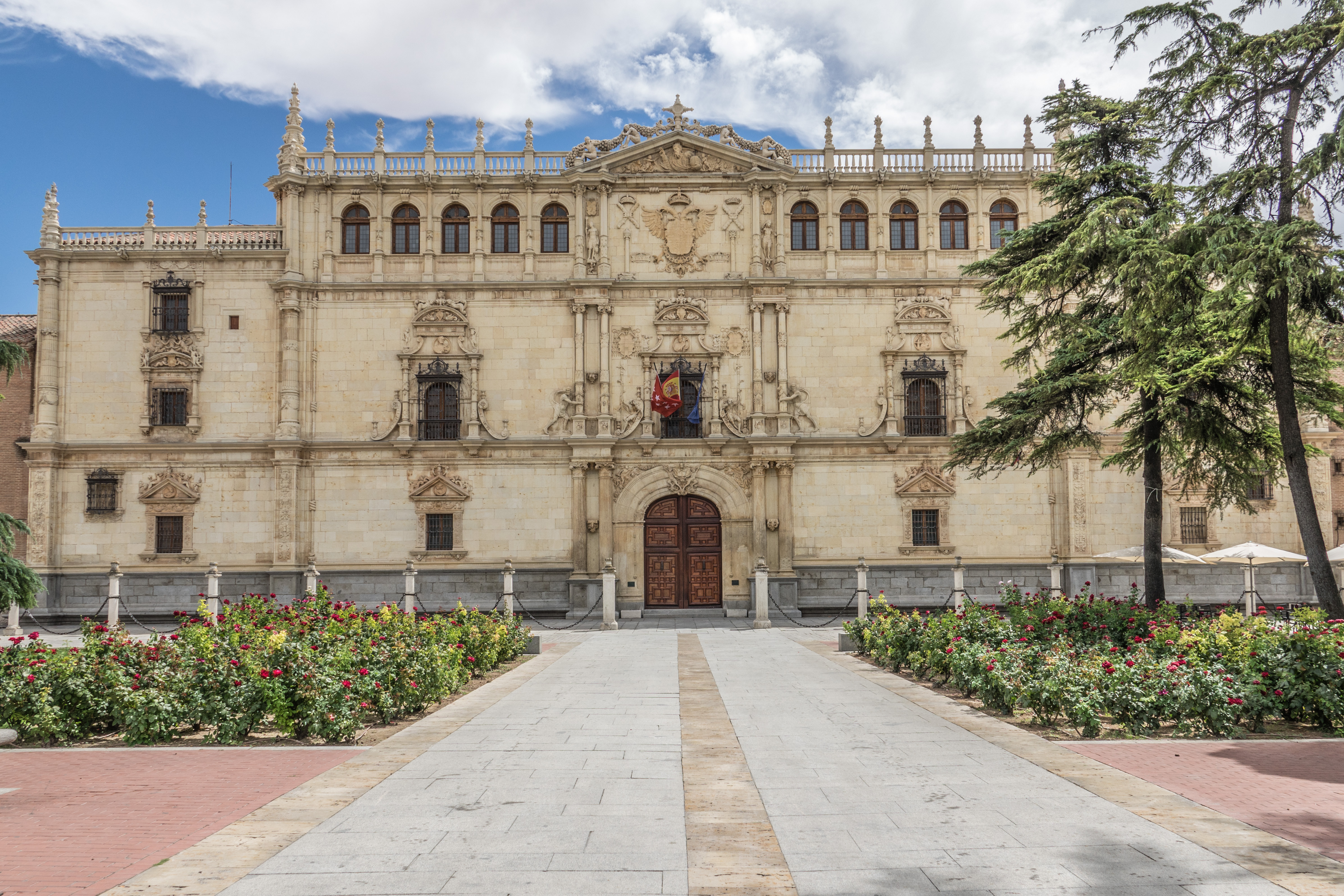
Die Fassade im plateresken Stil (R. Gil de Hontañón, 1543), eines der bekanntesten Bauwerke der Universität

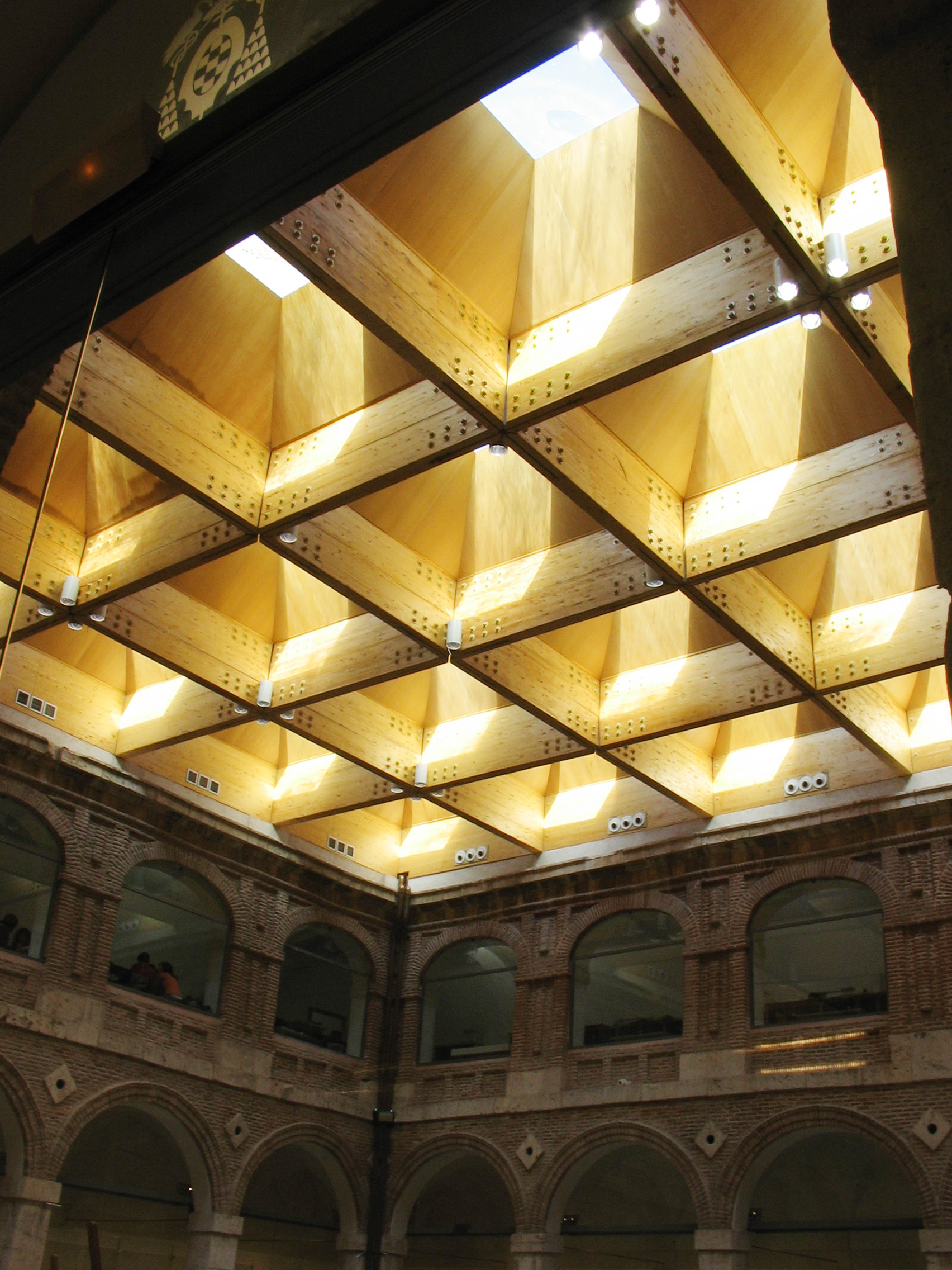
Überdachter Innenhof der Architekturschule.

Die Universität Alcalá (Spanisch: Universidad de Alcalá) ist eine öffentliche Universität in Alcalá de Henares, eine Stadt 35 km nordöstlich von Madrid in Spanien und zudem die drittgrößte Stadt der Region. Sie wurde 1293 als Studium Generale und 1977 neu gegründet. Die Universität Alcalá genießt Ansehen im spanischsprachigen Raum insbesondere durch die jährliche Verleihung des renommierten Cervantespreis. Die Universität zählt derzeit 28.336 Studierende, davon 17.252 im Bachelor-Studiengang. Sie werden von 2.608 Professoren, Dozenten und Forschern aus 24 Fachbereichen unterrichtet. Die administrativen Aufgaben werden von der Universitätsverwaltung wahrgenommen, die rund 800 Mitarbeiter umfasst.
Einer der Camps im Stadtkern ist teilweise in historischen Gebäuden untergebracht, die einst von der Universität Complutense Madrid, das von seinen mittelalterlichen Ursprüngen bis zu seiner Verlegung nach Madrid im Jahr 1836 in Alcalá ansässig war.

## Geschichte

### Studium Generale
Am 20. Mai 1293 erteilte König Sancho IV. (Kastilien) dem Erzbischof von Toledo, Gonzalo Pérez Gudiel, eine Lizenz für das Studium Generale (wie das Universitätsstudium damals in ganz Europa genannt wurde) in Alcalá de Henares, „mit der gleichen Offenheit für Lehrer und Schüler, die der Universität Valladolid gewährt wurden“. Diese Studien, obwohl recht bescheiden, blieben über die Zeit erhalten und wurden mit der Neugründung von Kardinal Cisneros verknüpft. Am 17. Juli 1459 gewährte Papst Pius II. eine Bulle, die der Erzbischof Alfonso Carrillo de Acuña beantragt hatte „für die Errichtung von drei Lehrstühlen der Künste und Grammatik in Alcalá“. Diese drei Lehrstühle, die aus dem Studium Generale des 13. Jahrhunderts hervorgingen, wurden von Cisneros in die „neue“ Universität integriert.

### Universität
Im Jahr 1499 gründete Kardinal Cisneros eine Universität in Alcalá de Henares. Diese Universität ist unter verschiedenen Titeln bekannt: Universität Complutense, Universität Cisneriana, Universität Alcalá usw. und erreichte zusammen mit der Universität Salamanca während des Goldenen Zeitalters einen herausragenden Platz unter den kastilischen Universitäten. Später erlebte sie jedoch eine Phase des Niedergangs bis die Regierung 1836 seine Verlegung nach Madrid anordnete und sie in Universität Madrid umbenannt wurde. Die erhielt 1970 den Namen Universität Complutense Madrid. Diese weist in Übereinstimmung mit dieser historischen Entwicklung eine Kontinuität mit der 1499 von Cisneros gegründeten Universität auf.

### Colegio Mayor de San Ildefonso
Seit seiner Gründung 1499 durch Kardinal Cisneros fungierte das Colegio Mayor de San Ildefonso als intellektuelles und symbolisches Zentrum der Universität Alcalá und sollte Spaniens zukünftige Gelehrte und Verwaltungsangestellte in Theologie, Recht und Verwaltung ausbilden. Es wurde schnell zum Kronjuwel des Cisnerus-Systems, sowohl architektonisch als auch institutionell, und diente als Modell für die Universitätsreform in ganz Spanien. Im Jahr 1666 wurde es einer umfassenden institutionellen Reorganisation unterzogen durch die königliche Reform des Colegio Mayor de San Ildefonso.

### Umzug nach Madrid
Mit königlichem Erlass vom 29. Oktober 1836 ordnete Königin Maria Christina den Umzug der Universität nach Madrid an, wo sie den Namen „Literarische Universität“ und 1851 „Zentrale Universität Madrid“ erhielt. Unter diesem Namen blieb die Universität bis zur Wiederherstellung ihres ursprünglichen Namens „Complutense“ in den 1970er Jahren bekannt.

### Wiedereröffnung

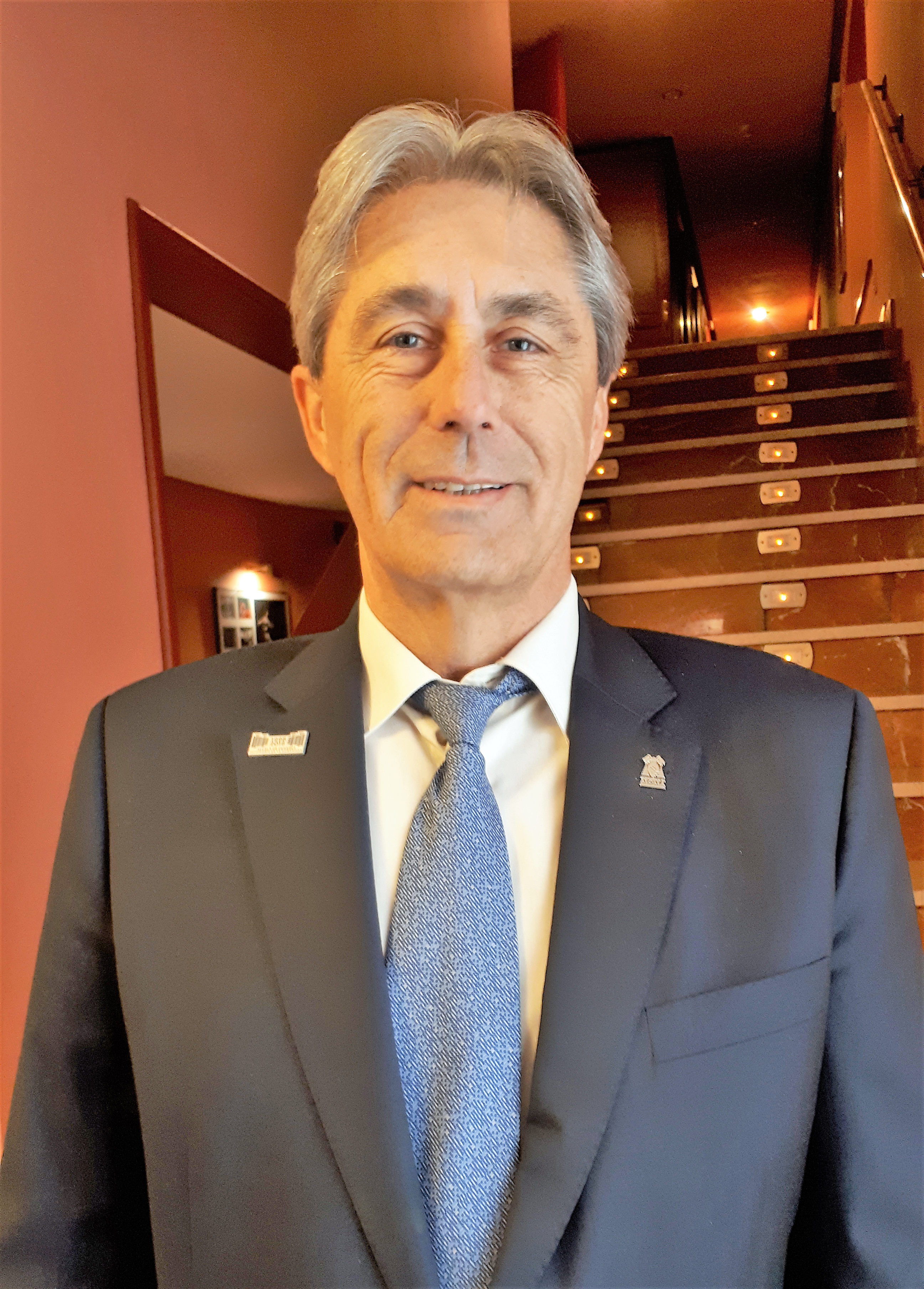
José Vicente Saz Pérez ist der Rektor der Universität Alcalá (2018).

Nachdem die Gebäude jahrelang zwischen verschiedenen Unternehmen aufgeteilt waren, eröffnete die Universität Complutense 1975 ihre Zweigstelle in Alcalá, um die wachsende Studentenzahl zu entlasten. 1977 wurde die Universität als „Universität Alcalá de Henares“ neu gegründet, was 1996 zu „Universität Alcalá“ verkürzt wurde. 1998 ernannte die UNESCO sie zum Weltkulturerbe.
Die heutige Universität Alcalá bewahrt ihre traditionellen humanistischen Fakultäten, ein Zeugnis für die besonderen Bemühungen der Universität in Vergangenheit und Gegenwart, die spanische Sprache sowohl durch ihre Studien als auch durch die Cervantespreis, welcher jährlich vom spanischen König und der Königin im eleganten Paraninfo (Großer Saal) aus dem 16. Jahrhundert verliehen. Die Universität hat ihre traditionsreiche Ausbildung in den Geistes- und Sozialwissenschaften um neue Studienfächer in wissenschaftlichen Bereichen wie Gesundheitswissenschaften oder Ingenieurwissenschaften erweitert, die an verschiedenen Standorten (dem Alcalá-Campus, dem Campus für Wissenschaft und Technologie und Guadalajara), gemeinsam mit dem Wissenschafts- und Technologiepark sind sie ein Schlüsselfaktor für die Außenwirkung des Unternehmens und wirken gleichzeitig als Motor für die Aktivitäten in der Region.

## Spanischsprachige Programme
Aufgrund ihrer reichen geisteswissenschaftlichen Tradition bietet die Universität Alcalá verschiedene Studiengänge in spanischer Sprache und Literatur an. Alcalingua, eine Abteilung der Universität Alcalá, bietet Ausländern Spanischkurse an und entwickelt Materialien für den Spanischunterricht als Fremdsprache. Die Universität Alcalá vergibt gemeinsam mit EDUESPAÑA das CEELE (Certificado de Calidad en la Enseñanza del Español como Lengua Extranjera) (Qualitätszertifikat für den Spanischunterricht als Fremdsprache).

## Internationale Partnerschaften
Die Universität Alcalá unterhält verschiedene bilaterale Abkommen mit Einrichtungen außerhalb Europas, vor allem mit Universitäten in Lateinamerika und den USA. Einige dieser Abkommen sehen Austauschprogramme für Studierende im ersten und zweiten Studienabschnitt vor. Ausländische Studierende, die diese Austauschprogramme nutzen, sind wie Studierende des Erasmus-Programms von den Studiengebühren an der Universität Alcalá befreit, müssen jedoch ihre Reise-, Unterkunfts- und Lebenshaltungskosten selbst tragen. Die Bewerbung für die Teilnahme an diesen Austauschprogrammen erfolgt bei der Herkunftsuniversität. Nach der Auswahl informiert die Herkunftsuniversität die Universität Alcalá.

## Grundständige Studien
Die Universität Alcalá bietet Abschlüsse in fünf Wissensgebieten an: Geisteswissenschaften, Gesundheitswissenschaften, Ingenieurwissenschaften und Architektur, Rechts- und Sozialwissenschaften sowie Naturwissenschaften. Die Studierenden verteilen sich auf drei Standorte.:

### Geisteswissenschaften
- Bachelor Abschluss in Anglistik (Bilingual Spanisch-Englisch)
- Bachelor Abschluss in Hispanistik
- Bachelor Abschluss in Geschichte
- Bachelor Abschluss in Humaniora
- Bachelor Abschluss in Modern Languages Applied to Translation (Bilingual Spanisch-Englisch)
- Bachelor Abschluss in Modern Languages Applied to Translation, Guadalajara (Bilingual Spanisch-Englisch)

### Gesundheitswissenschaften
- Bachelor Abschluss in Gesundheitsbiologie
- Bachelor Abschluss in Medizin
- Bachelor Abschluss in Pflege
- Bachelor Abschluss in Pflege, Guadalajara
- Bachelor Abschluss in Pharmazie
- Bachelor Abschluss in Physical Activity and Sports Sciences
- Bachelor Abschluss in Physiotherapie

### Architektur & Ingenieurwissenschaften
- Bachelor Abschluss in Basics of Architecture and Town Planning
- Bachelor Abschluss in Communications Electronic Engineering (Bilingual Spanisch-Englisch)
- Bachelor Abschluss in Technische Informatik (Bilingual Spanisch-Englisch)
- Bachelor Abschluss in Informatik (Bilingual Spanisch-Englisch)
- Bachelor Abschluss in Bauingenieurwesen
- Bachelor Abschluss in Electronics and Industrial Automation Engineering (teilweise bilingual Spanisch-Englisch)
- Bachelor Abschluss in Informationssysteme (Bilingual Spanisch-Englisch)
- Bachelor Abschluss in Telecommunication Systems Engineering (Bilingual Spanisch-Englisch)
- Bachelor Abschluss in Telecommunication Technologies Engineering (Bilingual Spanisch-Englisch)
- Bachelor Abschluss in Telematics Engineering (Bilingual Spanisch-Englisch)

### Rechts- und Sozialwissenschaften
- Bachelor Abschluss in Accounting and Finance
- Bachelor Abschluss in Audiovisual Communication
- Bachelor Abschluss in Business Administration and Management
- Bachelor Abschluss in Business Administration and Management, Guadalajara
- Bachelor Abschluss in Wirtschaftswissenschaften
- Bachelor Abschluss in Economics and International Business
- Bachelor Abschluss in Frühpädagogik
- Bachelor Abschluss in Infant Education. Cardenal Cisneros Associated School
- Bachelor Abschluss in Infant Education. Cardenal Cisneros Associated School (Bilingual Spanish-English)
- Bachelor Abschluss in Recht
- Bachelor Abschluss in Law and Business Administration and Management
- Bachelor Abschluss in Grundschulbildung (Bilingual Spanish-English)
- Bachelor' Abschluss in Primary Education. Cardenal Cisneros Associated School
- Bachelor Abschluss in Primary Education. Cardenal Cisneros Associated School (Bilingual Spanish-English)
- Bachelor Abschluss in Social Education, Cardenal Cisneros Associated School
- Bachelor Abschluss in Tourismus
- Bachelor Abschluss in Tourism and Business Administration and Management

### Naturwissenschaften
- Bachelor Abschluss in Biologie
- Bachelor Abschluss in Chemie
- Bachelor Abschluss in Umweltwisssenschaften

## Campus
Die Universität Alcalá besteht aus drei Campus:

### Der historische Campus im Stadtzentrum

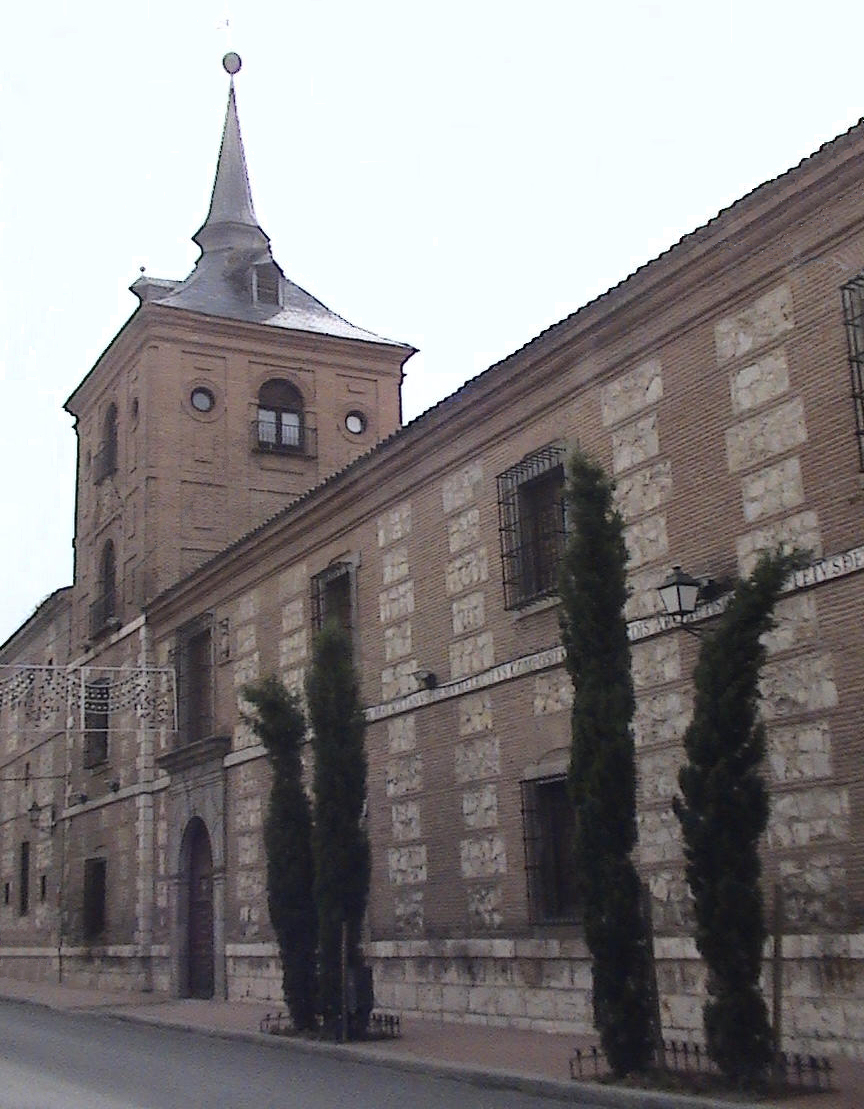
Colegio de Málaga (Fakultät für Philosophie und Literatur)

Dieser Campus befindet sich unter anderem in den Gebäuden der ehemaligen Complutense Universität Madrid, als diese noch die Universität Alcalá hieß. Er umfasst das Hauptverwaltungsgebäude, die Fakultäten für Philosophie und Geisteswissenschaften, Jura, Wirtschaftswissenschaften und Dokumentation sowie die Technische Schule für Architektur und Geodäsie. Auf dem historischen Campus befinden sich außerdem Alcalingua (die Spanischschule der Universität), das Forschungsinstitut Benjamin Franklin der Universität für Nordamerikastudien, das Forschungsinstitut für Wirtschafts- und Sozialanalyse, das Forschungsinstitut der Universität für Polizeiwissenschaften, die Graduiertenschule, das Institut für Erziehungswissenschaften, das Internationale Zentrum für Geschichtsstudien Cisneros, das Forschungszentrum Cervantes, das Zentrum für Fremdsprachen, das Institut für Unternehmensorganisation und -management, die Stiftung des Internationalen Finanztrainingszentrums und die Allgemeine Stiftung der Universität.

### Der Naturwissenschaften und Technologie Campus

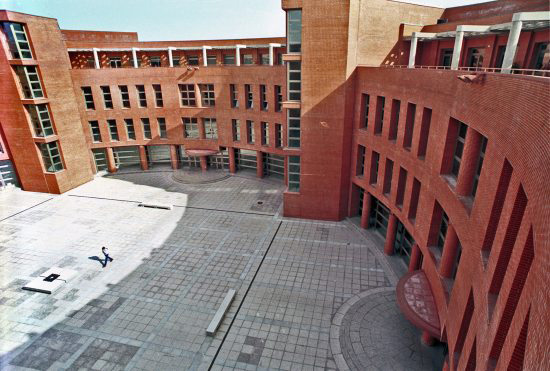
Polytechnische Schule

Auf diesem Campus befinden sich die Fakultäten für Biologie, Chemie, Umweltwissenschaften, Pharmazie, Medizin, Krankenpflege und Physiotherapie sowie die Fakultät für Computertechnik und die Polytechnische Schule. Die Studentenwohnheime (die Universitätswohnanlage und das Universitätswohnheim Giner de los Ríos) befinden sich ebenfalls auf diesem Campus, ebenso wie Sportanlagen, der Botanische Garten, Computerdienste, zahlreiche Forschungszentren und der Wissenschafts- und Technologiepark.

### Guadalajara Campus

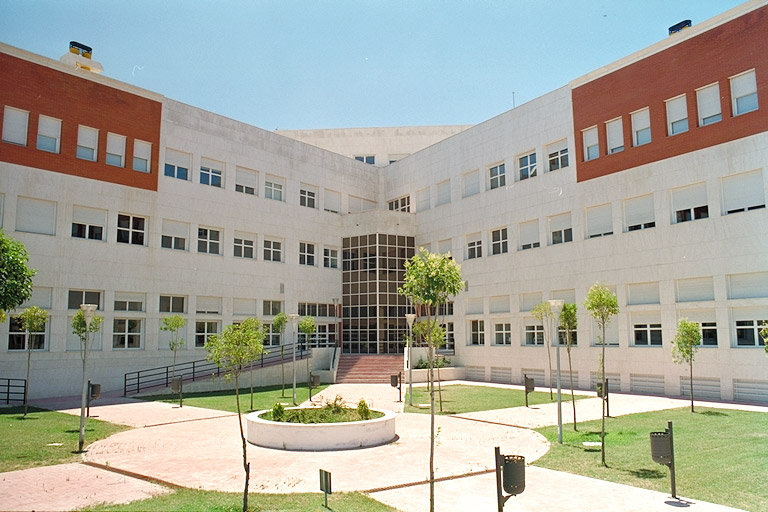
Mehrzweckgebäude

Das Gebäude beherbergt die Fakultäten für Tourismus und Krankenpflege sowie die Fakultäten für Betriebswirtschaft und Architektur. Die Fakultät für Erziehungswissenschaften bietet Abschlüsse in Audiovisueller Kommunikation sowie Moderne Sprachen und Übersetzen an (letzteres kann auch auf dem historischen Campus in Alcalá studiert werden).

## Ehrendoktorwürde
- 1981: Jesús Reyes Heroles
- 1982: Manuel Cobo del Rosal
- 1983: Salvador Jorge Blanco, J. William Fulbright, Luis García de Valdeavellano, Bermudo Meléndez, Ángel Santos Ruiz, Luis Solé Sabaris
- 1992: Horst Albach, Jacques Delors, Werner Maihofer, Iris Murdoch, Andrew V. Schally, Demetrio Sodi Pallarés, Santiago Torres Bernández, Rodrigo Uría González
- 1993: Claudio Boada Villalonga, Luis Ángel Rojo
- 1994: Miguel Delibes, Árpád Göncz, Federico Mayor Zaragoza, Derek Walcott
- 1995: Luzt Birnbaumer, Enrique Fuentes Quintana
- 1996: Yasser Arafat, Louis Vicente Avioli, K. C. Nicolaou, Shimon Peres
- 1997: Louis Lasagna
- 1998: José Botella Llusía
- 1999: Gabriella Morreale
- 2000: José Barluenga, José Elguero, Richard Herr
- 2001: Kofi Annan, Antonio Fernández Alba, Frank Gehry, José Luis Leal Maldonado, Humberto López Morales, Juan Van-Halen Acedo
- 2003: Víctor García de la Concha, Fernando Savater
- 2004: Luis Hernando Avendaño, Luiz Inácio Lula da Silva
- 2005: Juan Ramón de la Fuente, Antonio Mingote
- 2006: Carlos Martínez Alonso, Susumu Tonegawa
- 2007: Ginés Morata
- 2008: Fernando Álvarez de Miranda y Torres, Antonio Fontán Pérez, Santiago Mir Puig, Benzion Netanyahu
- 2010: Samuel G. Armistead, Carlos Fernández-Nóvoa, Miguel León-Portilla, Stephen A. Zeff
- 2011: Luis Miguel Enciso Recio, Enrique Valentín Iglesias García, Gregorio Salvador Caja, José Luis Sampedro Sáez, Joseph Wang
- 2012: John Elliott
- 2013: Francisco Márquez Villanueva, Elisa Pérez Vera, Stephen G. Wozniak